# 国鉄タキ10950形貨車
国鉄タキ10950形貨車（こくてつタキ10950がたかしゃ）は、かつて日本国有鉄道（国鉄）及び1987年（昭和62年）4月の国鉄分割民営化後は日本貨物鉄道（JR貨物）に在籍している私有貨車（タンク車）である。
本形式と同一の専用種別であるタキ12050形についても本項目で解説する。

## タキ10950形
タキ10950形は、甲種硝酸専用の35t 積タンク車として1980年（昭和55年）11月5日に1両（コタキ10950）が、富士重工業にて製作された。
記号番号表記は特殊標記符号「コ」（全長 12 m 以下）を前置し「コタキ」と標記する。
化成品分類番号は、侵81（侵食性の物質、腐食性物質、危険性度合2（中））が標記された。
本形式の他に甲種硝酸を専用種別とする形式には、タキ6200形、タキ8200形、タキ12050形（後述）の3形式があった。
所有者は、日産化学工業でありその常備駅は高山本線の速星駅であった。
ステンレス鋼 (SUS316) 製のタンク体を持ち荷役方式は、マンホールからの上入れ、液出管と空気管使用による上出し方式である。液出管と空気管はS字管を装備した。
1986年（昭和61年）頃専用種別が甲種硝酸から希硝酸に変更され、同時に積載荷重も28t へ減トンされた。
車体色は銀色、寸法関係は、全長は11,400mm、全幅は2,566mm、全高は3,577mm、台車中心間距離は7,300mm、実容積は21.6m3、自重は15.7t、換算両数は積車5.0、空車1.6であり、台車はベッテンドルフ式のTR213Cである。
1987年（昭和62年）4月の国鉄分割民営化時には車籍がJR貨物に承継されたが、2004年（平成16年）10月に廃車となり同時に形式消滅となった。

## タキ12050形
1982年（昭和57年）11月29日にタキ1500形1両（タキ15598）が、富士重工業にて専用種別変更改造が行われ、甲種硝酸専用の38t 積タンク車として落成した。形式名は新形式であるタキ12050形とされた。
化成品分類番号は、何故かタキ10950形とは異なる侵（禁水）84（侵食性の物質、水と反応する物質、腐食性物質、禁水指定のもの）が標記された。
所有者である日産化学工業は種車を所有していなかったため、同年11月15日に日本石油輸送より購入した。種車は1962年（昭和37年）12月5日に製造された日本車輌製造製であった。
1998年4月の廃車直前には日本石油輸送に名義変更された。

タンク体は新製のステンレス鋼(SUS316)製のものに取り換えられ荷役方式は、マンホールからの上入れ、液出管と空気管使用による上出し方式である。液出管と空気管はS字管を装備した。
1987年（昭和62年）7月22日に専用種別が甲種硝酸から希硝酸に変更され、同時に積載荷重も35t へ減トンされた。
車体色は銀色、寸法関係は、全長は13,700mm、全幅は2,588mm、全高は3,485mm、台車中心間距離は9,600mm、実容積は23.4m3、自重は15.7t、換算両数は積車5.5、空車1.6であり、台車はベッテンドルフ式のTR41Cである。
1987年（昭和62年）4月の国鉄分割民営化時には車籍がJR貨物に承継されたが、1998年（平成10年）4月に廃車となり同時に形式消滅となった。